# Video Pieces
Video Pieces bylo domácí video z roku 1983 ve formátech VHS/BETA/laserdisc/ a v Japonsku pouze na formát VHD. Vydání se skládá ze čtyř propagačních videí heavy metalové skupiny Iron Maiden.

## Seznam skladeb
| Pořadí | Název                   | Délka |
| ------ | ----------------------- | ----- |
| 1.     | Run to the Hills        |       |
| 2.     | The Number of the Beast |       |
| 3.     | Flight of Icarus        |       |
| 4.     | The Trooper             |       |

## Sestava
- Bruce Dickinson – zpěv
- Dave Murray – kytara
- Adrian Smith – kytara
- Steve Harris – baskytara
- Clive Burr – bicí (ve skladbách "The Number of the Beast" a "Run to the Hills")
- Nicko McBrain – bicí (ve skladbách "Flight of Icarus" a "The Trooper")